# Ризнич, Амалия
Амалия Ризнич (1803—1825) — первая жена одесского негоцианта сербского происхождения Ивана Ризнича, с весны 1823 по май 1824 года проживавшая в Одессе. В первый период южной ссылки Пушкина была предметом его пылкой и мучительной страсти, адресат нескольких его стихотворений. Скончалась молодой.

## Биография
Как пишет Щеголев: «Иван Ризнич, сын богатого сербского купца, человек отлично образованный в итальянских университетах, сначала имел банкирскую контору в Вене, а потом переселился в Одессу и занялся хлебными операциями. С Ризничем Пушкин познакомился в один из своих приездов в Одессу из Кишинева. В 1822 году Иван Ризнич уехал в Вену жениться и весной 1823 года возвратился с молодой женой. В начале июня этого года Пушкин переселился на жительство в Одессу. Тогда же начинается его знакомство с женой негоцианта. Кто же была она? Пушкин и его одесские современники считали её итальянкой; проф. Зеленецкий сообщает, что она — дочь венского банкира Риппа, полунемка, полуитальянка, с примесью, быть может, еврейской крови. Сречкович со слов мужа Ризнич утверждает, что она была итальянка, родом из Флоренции». Первые шесть месяцев по отъезде в Россию при Ризнич находилась её мать.
Ризнич, серб из Дубровника (Рагузы), родился 13-го октября 1792 г. в Триесте, где его отец, Стефан Ризнич, занимался торговыми делами и где у сына впоследствии (1823) была своя контора. «Иван Ризнич, по происхождению серб или, точнее говоря, иллириец, был весьма заметной фигурой в одесском коммерческом кругу. Он производил крупные операции с пшеницей — главным предметом одесской вывозной торговли, и занимался казенными подрядами. Однако, деловые заботы не поглощали целиком его внимания. Человек образованный, учившийся в Болонском университете, меломан, не жалевший средств на поддержку одесской оперы, он отличался гостеприимством и любезностью. Его дом принадлежал к числу самых приятных в Одессе». Дом его был на Херсонской улице против нового здания лицея Ришельё.
  А только ль там очарований? 

   А развлекательный лорнет? 

   А закулисные свиданья? 

   A prima donna? a балет? 

   А ложа, где красой блистая, 

   Негоциантка молодая, 

   Самолюбива и томна, 

   Толпой рабов окружена? 

   Она и внемлет, и не внемлет 

   И каватине и мольбам, 

   И шутке с лестью пополам... 

   А муж — в углу за нею дремлет, 

   Впросонках фора закричит, 

   Зевнет — и снова захрапит.
«Относительно необыкновенной красоты А. Ризнич все современники согласны: высокого роста, стройная, с пламенными очами, с шеей удивительной формы, с косой до колен. Она ходила в необыкновенном костюме: в мужской шляпе; в длинном платье, скрывавшем большие ступни ног. Среди одесских женщин она была поразительным явлением. В. И. Туманский писал 16 января 1824 года из Одессы своей приятельнице об одесских дамах: „недостаток светского образования гораздо чувствительнее в одесских дамах. Женщины — первые создательницы и истинные подпоры обществ. Следовательно, им непростительно упускать всякую малость, способствующую выгодам сего нового их отечества. Все приманки ума, ловкости просвещения должны быть употреблены, дабы внушить в мужчине и охоту к светским удовольствиям, и сердечную признательность к дамам. У нас ничего этого нет: замужние наши женщины (выключая прекрасную и любезную госпожу Ризнич) дичатся людей“». Амалия Ризнич не была принята в доме графини Воронцовой (высшее общество Одессы), но общалась со многими.
«Ризнич пробыла в Одессе недолго: муж говорит, что она расстроила своё здоровье и уехала лечиться. 30 апреля 1824 года из одесского городского магистрата было выдано свидетельство на право выезда за границу г-ну Ивану Ризничу с семейством, а в первых числах мая г-жа Амалия Ризнич вместе с маленьким сыном Александром (род. 01.01.1824), слугою и двумя служанками выехала в Австрию, Италию и Швейцарию. 30 июля Пушкин уехал в Михайловское. В Одессе рассказывали, что вскоре после отъезда Ризнича выехал и соперник Пушкина, [Исидор] Собаньский; за границей он догнал её, проводил до Вены и бросил. Муж Ризнич говорит, что за Ризнич последовал во Флоренцию князь Яблоновский и здесь добился её доверия». В пушкиноведении встречается и романтическая версия, что Пушкин планировал побег вместе с ней.
«Ризнич недолго прожила на родине. По всей вероятности, в начале 1825 года она умерла, „кажется, в бедности, призренная матерью мужа“, как говорили в Одессе. Но, по словам мужа, она не получала от него отказа в денежных средствах во время жизни в Италии». Ризнич умерла в первой половине 1825 года, её муж Ризнич получил известие о её смерти 8-9 июня. Умерла она, как указывают, от чахотки. Ребенок её тоже скончался.
В письме от 2 марта 1827 года В. И. Туманский писал Пушкину: «Одна из наших новостей, могущая тебя интересовать, есть женитьба Ризнича на сестре Собаньской, Виттовой любовнице. В приданое за ней получил Ризнич в будущем 6000 черв<онцев>, а в настоящем — Владимирский крест за услуги, оказанные Одесскому лицею. Надобно знать, что он в лицее никогда ничего не делал. Новая м-м Ризнич, вероятно, не заслужит ни твоих, ни моих стихов по смерти: это — малютка с большим ртом и с польскими ухватками». Второй женой Ризнича стала полька графиня Паулина Ржевуская, сестра Эвелины Ганской (жены Бальзака) и Каролины Собаньской, в которую Пушкин тоже был влюблен. (Каролина была замужем за Иеронимом Собаньским, братом Исидора Собаньского, любовника Амалии).
Ризнич обанкротился и с новой женой Паулиной переехал в Киев, где получил должность директора банка. Их дочь Мария первым браком была за минским губернатором Эдуардом Келлером, вторым браком — за французским оккультистом Сент-Ивом. Её дочь Мария Клейнмихель держала в Петербурге великосветский салон.

### Отношения с Пушкиным
Как пишут исследователи, «эпизод одесского увлечения Пушкина Амалией Ризнич принадлежит к интереснейшим и запутаннейшим пунктам биографии поэта». Увлечение Ризнич нужно отнести к начальному периоду пребывания Пушкина в Одессе, поскольку к моменту её отъезда он был уже увлечен другой женщиной, что следует из его стихов.

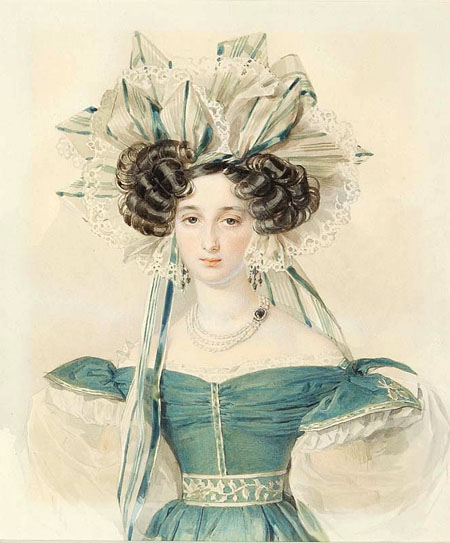
Елизавета Ксаверьевна Воронцова

Имя «Амалия» начертано Пушкиным в его знаменитом Донжуанском списке: «Имена Амалии и Элизы, мирно стоящие рядом в Донжуанском списке, определяют собою весь одесский период жизни Пушкина. Под первым из них должно разуметь Амалию Ризнич, жену богатого одесского коммерсанта, а под вторым — Елизавету Ксаверьевну Воронцову, супругу новороссийского генерал-губернатора. Пушкин приблизительно в одно и то же время познакомился с ними обеими и почти одновременно расстался. Чувство к ним должно было развиваться в душе его параллельно, и Амалия Ризнич, в лучшем случае, имела небольшое преимущество во времени. Роман Пушкина с нею на несколько месяцев раньше начался и месяца на два раньше окончился [вследствие её отъезда], нежели роман с Воронцовой. Такая одновременность заставляла, казалось бы, ожидать ревности и соперничества между двумя женщинами и тяжелой внутренней борьбы у Пушкина. В действительности, по-видимому, не было ни того, ни другого. По крайней мере до нас не дошло ни малейших намеков на этот счет. Душа Пушкина предстает нам как бы разделенная на две половины, образует собою два почти независимых „я“. Одно из этих пушкинских „я“ любило Ризнич, а второе — было увлечено Воронцовой. Эти два чувства не смешивались и не вступали между собою в конфликт».
Так вот кого любил я пламенной душой, 

             С таким тяжелым напряженьем, 

   С такою нежною, томительной тоской, 

             С таким безумством и мученьем!
«По выражению мужа Ризнич, Пушкин увивался около Амалии, как котенок („као маче“ — по-сербски). Одесские старожилы передавали проф. Зеленецкому, что Пушкин встретил соперника в польском шляхтиче Собаньском. Иван Ризнич называет князя Яблоновского. Пользовался ли Пушкин взаимностью Амалии Ризнич? Молва утверждает, а Ризнич, приставивший к жене для наблюдения старого своего слугу, отрицает».

## Адресованные стихотворения Пушкина
Как пишет Щеголев: «Тут царит большая путаница: с именем Ризнич связывают различные стихотворения, иногда прямо противоположные по содержанию. (…) Амалия Ризнич получила исключительное значение в жизни Пушкина; комментаторы и биографы стали принимать её за ту таинственную женщину, которая внушила Пушкину вечную любовь к ней» (см. Утаённая любовь Пушкина).
«Старые комментаторы были в этом отношений весьма щедры и охотно относили к г-же Ризнич чуть ли не все любовные стихи, писанные в Одессе и в первые годы после отъезда оттуда. П. Е. Щеголев, пересмотревший заново этот вопрос, напротив выказал излишнюю придирчивость и ограничил цикл Ризнич всего двумя элегиями („Простишь ли мне ревнивые мечты“ и „Под небом голубым страны своей родной“), да двумя строфами из шестой главы „Евгения Онегина“. Проделав подробный анализ этих стихов и дав на основании его определенную характеристику чувства, внушенного Пушкину Амалией Ризнич, Щеголев уверенно отвергает другие, позднейшие стихотворения, как не совпадающие с этой характеристикой». Щеголев пишет, что «страсть к Ризнич оставила глубокий след в сердце Пушкина своею жгучестью и муками ревности», и разбирая корпус стихотворений, который принято связывать с её именем, оставляет лишь те, в которых можно увидеть мрачные мучительные чувства. Стихотворения же элегические и лирические вычеркивает. Губер осуждает Щеголева за то, что он «совершенно не принимает в расчет изменчивости и текучести душевных процессов, периодических приливов и отливов, постоянно совершающихся в эмоциональном мире человека».
- «Простишь ли мне ревнивые мечты» (1823) — по мнению Зеленецкого, Щеголева.
- «Всё в жертву памяти твоей» (1825) — по предположению П. А. Ефремова (1882)[8]. Щеголев возражает. По другим версиям — адресовано Е. К. Воронцовой, А. П. Керн. Написано в Тригорском.
- Стихотворение на кончину «Под небом голубым страны своей родной» (29 июля 1826) — по предположению П. А. Ефремова (1882)[8], Анненкова, а также Щеголева (как ответ на сонет Туманского).
- «Воспоминание» (1828)
- «Для берегов отчизны дальной» (1830) — по мнению Анненкова, Щеголев возражает, Губер не соглашается с ним.
- «Заклинание» (1830) — по мнению Анненкова, Щеголев возражает.
- «Расставание (Прощание)» (1830) — Щеголев возражает, Губер с ним не соглашается.
- Строфы из «Евгения Онегина»: в строфе XIV главы третьей, в «Путешествии Онегина» («…красой блистая, негоциантка молодая…») и наконец в не напечатанных поэтом строфах XV и XVI главы шестой.

### Стихотворения других авторов
Ты на земле была любви подруга: 

   Твои уста дышали слаще роз, 

   В живых очах, не созданных для слез, 

   Горела страсть, блистало небо Юга. 

   К твоим стопам с горячностию друга 

   Склонялся мир — твои оковы нес; 

   Но Гименей, как северный мороз, 

   Убил цветок полуденного луга. 

   И где ж теперь поклонников твоих 

   Блестящий рой? Где страстные рыданья? 

   Взгляни: к другим уж их влекут желанья, 

   Уж новый огнь волнует душу их; 

   И для тебя сей голос струн чужих — 

   Единственный завет воспоминанья!
- Сонет В. И. Туманского: «На кончину Р.», напечатан в альманахе Раича и Ознобишина: «Северная лира на 1827 год» (цензурное разрешение на печатание дано 1 ноября 1826 года) с посвящением А. С. Пушкину.

### Проза
- Внучку серба Ризнича от второго брака с аналогичным именем «Амалия Ризнич» выводит сербский писатель Милорад Павич в книге «Пейзаж написанный чаем», с аллюзиями на «первую Амалию».
- Отъезд супругов Ризнич из Одессы в Италию фигурирует в рассказе В. П. Катаева «Железное кольцо» (1920).